# Ященка
Я́щенка — река равнинного типа в Коломенском районе Московской области России. Левый приток Москвы-реки.
Питание преимущественно снеговое.
Берёт начало в лесу недалеко от деревень Паньшино и Рождественка.
Наибольшую протяженность достигает на участке от железной дороги Рязанского направления вдоль деревни Конев-Бор до Москвы-реки. Русло реки является границей охраняемого ландшафта и границей охранной зоны объекта культурного наследия регионального значения — достопримечательного места «Поселок художников „Пески“».

## Старое название
На картах XVIII—XIX вв. река носит название Ящевка.